# Waldine
Waldine ist eine Polka-Mazurka von Johann Strauss Sohn (op. 385). Das Werk wurde am 7. Dezember 1879 im Konzertsaal des Wiener Musikvereins erstmals aufgeführt.

## Einzelnachweis
1. ↑  Quelle: Englische Version des Booklets (Seite 37) in der 52 CDs umfassenden Gesamtausgabe der Orchesterwerke von Johann Strauß (Sohn), Hrsg. Naxos (Label). Das Werk ist als zehnter Titel auf der 11. CD zu hören.